# 海陆风

上：海风；下：陆风

海陆风是一种在海岸附近因海陆热力性质差异而产生的中尺度热力环流，属于小范围天气系统，对滨海地区的气候产生较大影响，是大气次级环流的一种。一般地，在白晝风从海上吹向陆地，称为海风；在夜晚风从陆地吹向海洋，称为陆风。海风与陆风合称为「海陆风」。

## 成因
海洋的比熱比陆地大，即海洋能上升的溫度較少，陸地能上升的溫度較多。

### 海风
在白晝时，由于陆地比热容较小，因此升温比海面快。地面的高温会加热其上方的空气，暖空气的密度比冷空气的小，因此会上升，产生一个近地面的低气压。此时上升的气流将使气压降低，并且使空气流向海洋上空；在对应的海洋表面，冷空气会形成一个相对高气压。海面与陆面形成气压差，产生水平气压梯度力，因此形成「海风」。

### 陆风
与海风类似。在夜晚时，由于陆地比热容较小，因此降温比海面快。海面上的相对高温将保持其上方空气的温度，使空气上升，产生一个近海面的低气压。此时上升气流将使空气流向陆地上空；在对应的陆地表面，由于温度下降较快，较冷的空气将形成一个相对高气压。陆面与海面形成气压差，产生水平气压梯度力，因此形成「陆风」。
需要注意的是，当环境风场大于8节，并且方向与应该形成的海风（陆风）相反时，海风（陆风）是不可能形成。与此同时，强天气系统的控制将导致海陆风无法形成，城市的热岛效应带来的大气环流也对海陆风的形成有一定影响。

## 特点与影响

海风造成的降水

海陆风在靠近海岸处最强，越远离海岸，其强度越弱。同时海陆风由于仅仅受一日的热力变化影响，其强度较弱，一般只能深入陆地20~50公里，并且在天气平静时效果较显著，在受强天气控制时无法生成。对北半球而言，海陆风循环在春秋季节强于夏冬两季。其中秋季受陆风影响较大，春季受海风影响较大。同时，若海风的冷空气势力较强，深入陆地，将导致暖空气被迫抬升，成云致雨，形成类似冷锋过境的天气，对局地天气和气候有重要影响。

## 地位
海陆风能够对局地天气和气候带来重要影响，是重要的气候资源之一。同时，海陆风与污染物在大气中的传播与扩散有很大关系。污染物扩散与各种气象的关系尤其是海陆风容易产生逆温现象，不利于污染物的扩散；同时海陆风一般产生于环境风场较弱，对流现象弱的时段，也不利于污染物的传播与扩散。